# 금동미륵보살반가사유상
금동미륵보살반가사유상(金銅彌勒菩薩半跏思惟像)은 금동제 반가사유상으로, 다음 등이 있다.
- 금동미륵보살반가사유상 (국보 제78호): 국립중앙박물관 소장
- 금동미륵보살반가사유상 (국보 제83호): 국립중앙박물관 소장
- 금동미륵보살반가사유상 (국보 제118호): 리움미술관 소장
- 금동미륵보살반가사유상 (보물 제331호): 국립중앙박물관 소장
- 금동미륵보살반가사유상 (보물 제643호): 호암미술관 소장

## 같이 보기
- 반가사유상

| Disambiguation icon | 이 문서는 명칭이 같고 같은 종류에 속하는 여러 대상을 연결하는 색인 문서입니다. |